# طه ياسين رمضان
طه ياسين رمضان أو طه الجزراوي (1939 - 20 آذار 2007) سياسي عراقي بعثي، ونائب رئيس جمهورية العراق سابقاً، وُلدَ في مدينة الموصل ينتمي لعائلة من الفلاحين، وتربى ونشأ في الموصل حتى حصل على شهادة الثانوية العامة، وترجع أصول عائلته إلى الشبك من منطقة ديار بكر التركية. انضم إلى حزب البعث عام 1956، حيث التقى حينها برفيق دربه صدام حسين وشارك في انقلاب 17 تموز 1968 الذي قاد الحزب إلى السلطة.
قبيل انضمام طه إلى الخدمة العسكرية كان يعمل موظفا في مصرف الرافدين، وبعدها انخرط في السلك العسكري قبل أن ينضم إلى حزب البعث، وعمل ضابطاً في الجيش العراقي حتى عام 1968 حيث شوهد بعد انقلاب 17/30 تموز بعدة أيام يرتدي البدلة العسكرية برتبة نقيب، وظل يرتقي في المناصب الوظيفية إلى أن وصل إلى منصب نائب الرئيس. وشغل منصب نائب الرئيس العراقي منذ شهر آذار/مارس 1991 حتى سقوط النظام في عام 2003.

## المناصب التي شغلها
- التحق بالكلية العسكرية وتخرج فيها. أحيل إلى التقاعد في العام 1959 ثم أعيد إلى الخدمة بعد 8 فبراير/شباط 1963 ثم أحيل إلى التقاعد مرة أخرى العام 1964 ففرضت عليه الإقامة الجبرية لمدة سنتين. بعد ذلك، انتخب عضوًا في القيادة القطرية لحزب البعث العراقي.
- بعد 17 يوليو/ تموز 1968 أعيد إلى الخدمة في الجيش، ثم عين عضوًا في مجلس قيادة الثورة في نوفمبر/ تشرين الثاني 1969.
- ترأس في مطلع العام 1970 محكمة خاصة لمحاكمة (أعداء الثورة).
- في آذار /مارس 1970 عُيّن وزيرًا للصناعة، واستمر في هذا المنصب إلى أن تم تعيينه وزيرًا للإسكان العام 1976.
- أصبح قائد الجيش الشعبي العراقي وهي ميليشيا عسكرية نظامية مرتبطة بحزب البعث.
- أعيد انتخابه للقيادة القطرية لحزب البعث في مطلع العام 1974 وأسند إليه منصب وزير التخطيط، بالوكالة من تشرين الثاني/نوفمبر 1974 إلى أيار/مايو/ أيار العام 1976.
- في العام 1977 انتخب عضوًا في القيادة القومية لحزب البعث.
- تولى منصب النائب الأول لرئيس الوزراء، على إثر تولي صدام حسين رئاسة الجمهورية، في 16 تموز/يوليو 1979.
- خوّلته مناصبه متابعة نشاط الوزارات ومؤسسات الدولة، كما قام بزيارات لدول أوروبا الغربية، والاتحاد السوفياتي السابق.

## اعتقاله في 2003
بعد سقوط بغداد في عام 2003، دأبت قوات الاحتلال الأمريكية والبريطانية برصد أكثر المطلوبين من المسؤولين العراقيين لاتهامهم بجرائم حرب ضد الإنسانية وقامت على توزيع رموز الحكم العراقي على أوراق لعب بعد اختفاء جميع المسؤولين العراقين بعد دخول قوات الاحتلال بغداد، فقد تم رصد طه على ورقة العاشر من فئة الألماس وقد تم إلقاء القبض عليه في 19 آب/أغسطس 2003 على يد قوات البشمركة الكردية وتم نشر فيديو اعتقاله. وتختلف آراء العراقيين حول جميع شخصيات النظام السابق اختلافا كبيرا.

## محاكمته وإعدامه
قامت الحكومة العراقية الانتقالية على تأسيس المحكمة الجنائية الخاصة لتولي قضية الدجيل التي كانت محاولة لاغتيال رئيس الجمهورية صدام حسين، راح ضحيتها 143 من المواطنين العراقيين الذين تعرضوا لموكب الرئيس العراقي صدام حسين بإطلاق النار إثر مرور موكبه، فقامت قوات الأمن العراقية بإلقاء القبض على المدنيين العراقيين عام 1982 بتهمة الاشتراك في محاولة الاغتيال، ثم أُعدموا والتي اتهم بها طه ياسين وقد تمت إدانته والحكم عليه بالسجن المؤبد في تاريخ 5 تشرين الثاني/نوفمبر 2006 إلا أن محكمة التمييز رفضت الحكم بحق طه لليونته وطالبت بعقوبة الإعدام لطه وقد تم إقرار هذا الحكم في يوم الإثنين 12 شباط/فبراير 2007، كما تجدر الإشارة أن محامي طه قد تم اغتياله في تاريخ 8 نوفمبر 2005.
وفي فجر يوم الثلاثاء الموافق 20 آذار/مارس 2007، تم تنفيذ حكم الإعدام شنقا برمضان بعد مصادقة محكمة التمييز على قرار الحكم.

## وصلات خارجية
- المخطط الأميركي لاستهداف العراق بعد أفغانستان وحقيقته، برنامج بلا حدود، قناة الجزيرة، 28 نوفمبر 2001م